# 508
Évszázadok: 5. század – 6. század – 7. század
Évtizedek: 450-es évek – 460-as évek – 470-es évek – 480-as évek – 490-es évek – 500-as évek – 510-es évek – 520-as évek – 530-as évek – 540-es évek – 550-es évek
Évek: 503 – 504 – 505 – 506 –  507 – 508 – 509 – 510 – 511 – 512 – 513

## Események
- I. Chlodwig frank király Soissonsból Párizsba helyezi a székhelyét és egyes források szerint ebben az évben keresztelkedik meg. Miután elfoglalta szinte egész Galliát, I. Anasztasziosz bizánci császár patriciusi (főnemesi) és tiszteletbeli consuli címet adományoz neki. A bizánci flotta feldúlja Itália partvidékeit, mert annak királya, Theoderic a Chlodwiggal szembenálló vizigótokat támogatja.
- A frankok hiába ostromolják Carcassone-t, a vizigótok visszaverik támadásaikat. A frankok szövetségese, a burgund Gundobad azonban elfoglalja és kifosztja az ideiglenes vizigót fővárost, Narbonne-t. A nemesek által megválasztott király, Gesalec Hispániába menekül. Theoderic, aki nem ismeri el a törvénytelen születésű Gesalecet és annak 6 éves féltestvérét, Amalaricot támogatja, kardhordozójának, Theudisnak a vezetésével sereget küld a dél-galliai Septimaniába, ahonnan kiűzik a frankokat.
- A herulok megtámadják az adófizetést megtagadó longobárdokat, de súlyos vereséget szenvednek (királyuk, Rodulf is elesik a csatában) és a longobárdok elfoglalják szállásterületüket.
- Cerdic wessexi király legyőzi a briteket; azok királya, Natanleod és ötezer harcosa elesik a csatában.

## Születések
- Liang Jüan-ti, a dél-kínai Liang-dinasztia császára

## Halálozások
- Natanleod, brit király

## Fordítás
- Ez a szócikk részben vagy egészben  a(z)   508 című angol Wikipédia-szócikk ezen változatának fordításán alapul.  Az eredeti cikk szerkesztőit annak laptörténete sorolja fel. Ez a jelzés csupán a megfogalmazás eredetét és a szerzői jogokat jelzi, nem szolgál a cikkben szereplő információk forrásmegjelöléseként.